# Oriolus chlorocephalus
Oriolus chlorocephalus е вид птица от семейство Oriolidae.

## Разпространение
Видът е разпространен в Кения, Малави, Мозамбик и Танзания.